# Rohoznice (district de Jičín)
Pour les articles homonymes, voir Rohoznice.
Rohoznice (en allemand : Rohosnitz) est une commune du district de Jičín, dans la région de Hradec Králové, en République tchèque. Sa population s'élevait à 311 habitants en 2022.

## Géographie
Rohoznice se trouve à 6 km au nord-est de Hořice, à 25 km à l'est-sud-est de Jičín, à 23 km au nord-ouest de Hradec Králové et à 97 km à l’est-nord-est de Prague.
La commune est limitée par Úhlejov, Zdobín et Trotina au nord, par Bílé Poličany et Lanžov à l'est, par Boháňka au sud, et par Červená Třemešná et Miletín à l'ouest.

## Histoire
La première mention écrite de la localité date de 1267.

## Galerie

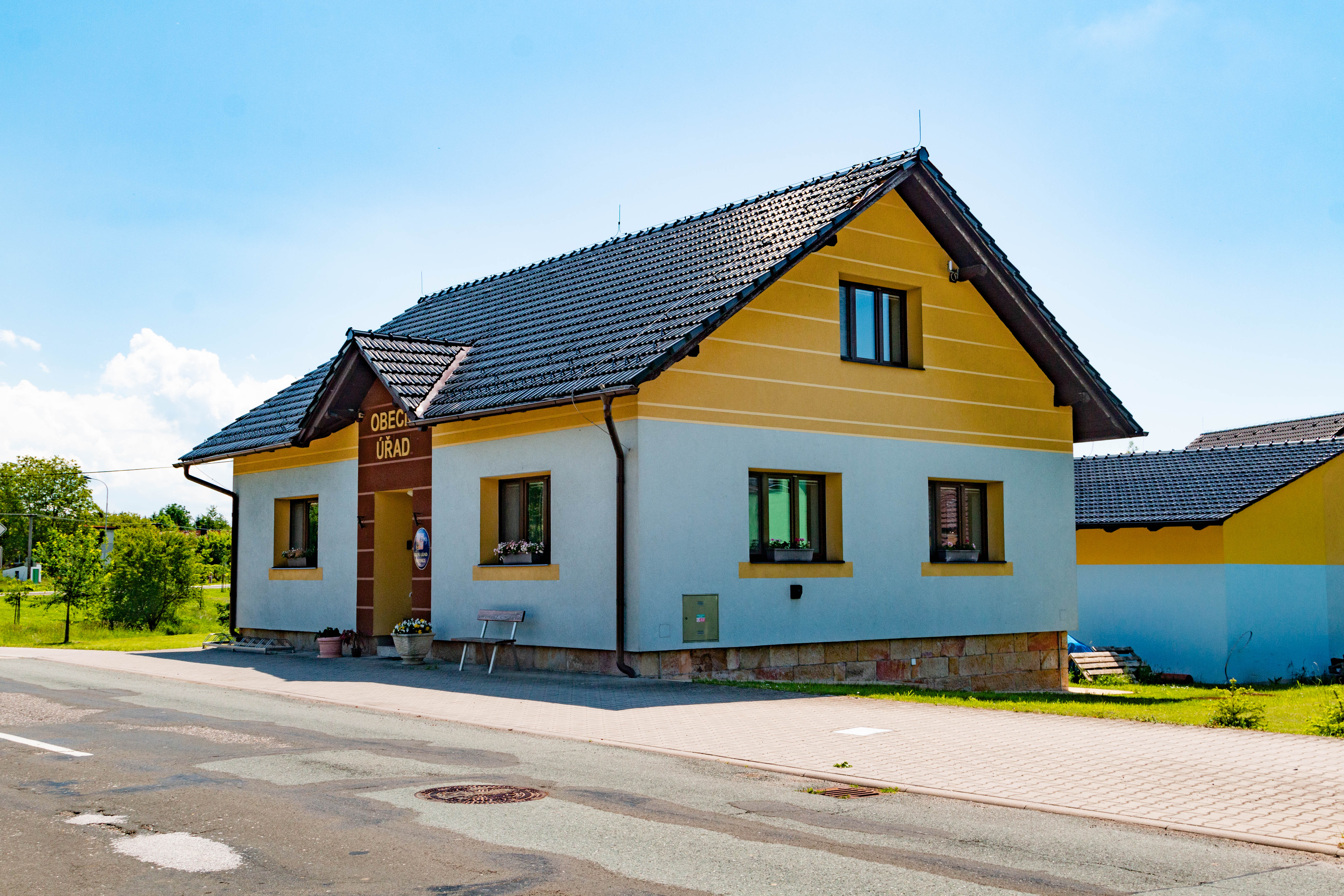
Rohoznice : la mairie.
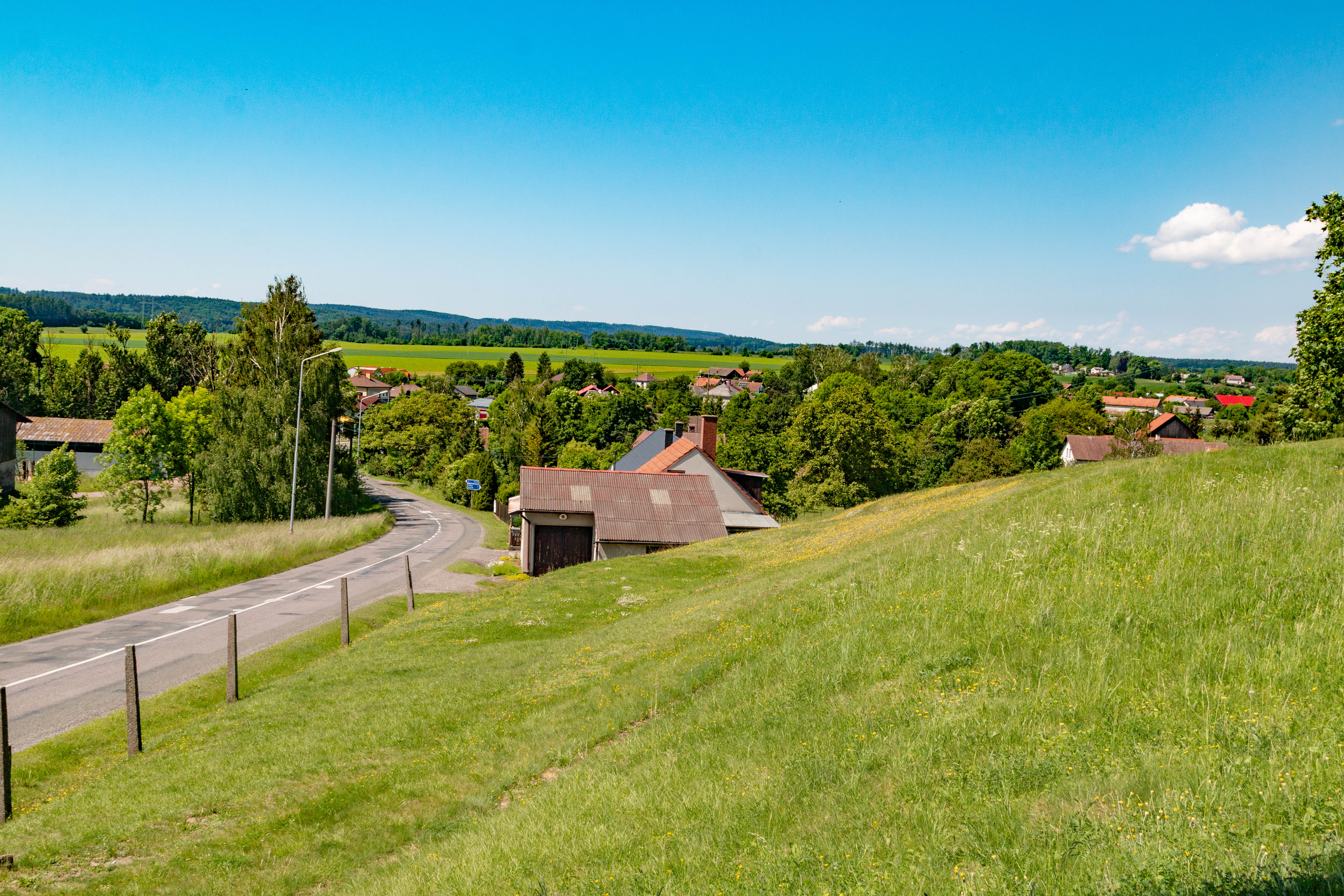
Rohoznice : campagne.

## Transports
Par la route, Rohoznice se trouve à 7,5 km de Hořice, à 28 km de Jičín, à 29 km de Hradec Králové et à 117 km de Prague. 